# ژیمناستیک در المپیک تابستانی ۱۹۳۶
ژیمناستیک در بازی‌های المپیک تابستانی ۱۹۳۶ نام رویداد ورزش ژیمناستیک در بازی‌های المپیک تابستانی بود که در سال ۱۹۳۶ برگزار شد. این مسابقات از نه بخش تشکیل شده بود که هشت عدد از آن‌ها مربوط به مردان و یکی از آن‌ها مربوط به زنان بود که در برلین برگزار شد. این مسابقات از ۱۰ اوت تا ۱۲ اوت برگزار شد. آلمان با کسب ۶ مدال طلا و ۱ مدال نقره و ۶ مدال برنز برنده این مسابقات شد.

## نتایج

### مردان
| بازی‌ها             | طلا | نقره | برنز |
| انفرادی تمام اسباب | آلفرد شوارتزمان · آلمان | اوژن مک · سوئیس | کونراد فری · آلمان |
| تیمی تمام اسباب    | آلمان (GER) · فرانز بکرت · کونراد فری · آلفرد شوارتزمان · ویلی اشتادل · اینوزنتس اشتانل · والتر اشتفنس · ماتیاس فولتس · ارنست وینتر | سوئیس (SUI) · والتر باخ · آلبرت باخمن · والتر بک · اوژن مک · جرج میز · میشائل رویش · ادوارد اشتاینمان · یوزف والتر | فنلاند (FIN) · مائوری نیبرگ-نوروما · ایلماری پاکارینن · الکسانتری ساروالا · هیکی ساوولاینن · اسا سسته · ایناری تراسویرتا · اینو توکیاینن · کارتی اوسیکینن |
| حرکات زمینی        | جرج میز · سوئیس | یوزف والتر · سوئیس                                                                                                 | کونراد فری · آلمان · اوژن مک · سوئیس |
| بارفیکس            | الکسانتری ساروالا · فنلاند | کونراد فری · آلمان                                                                                                 | آلفرد شوارتزمان · آلمان |
| میله پارالل        | کونراد فری · آلمان | میشائل رویش · سوئیس                                                                                                | آلفرد شوارتزمان · آلمان |
| خرک حلقه           | کونراد فری · آلمان | اوژن مک · سوئیس | آلبرت باخمن · سوئیس |
| دارحلقه            | آلویز هودک · چکسلواکی | لئون اشتوکی · یوگسلاوی                                                                                             | ماتیاس فولتس · آلمان |
| پرش از خرک         | آلفرد شوارتزمان · آلمان | اوژن مک · سوئیس | ماتیاس فولتس · آلمان |

### زنان
| بازی‌ها                             | طلا | نقره | برنز |
| تیمی تمام اسباب                    | آلمان (GER) · آنیتا بارویرت · ارنا بورگر · ایزولده فرولیان · فریدل ایبی · ترودی میر · پائولا پولزن · یولی اشمیت · کته زونمان | چکسلواکی (TCH) · یاروسلاو بایرووا · ولاستا دکانووا · بوژان دوبشووا · ولاستا فولتووا · آنا هربرینووا · ماتیلدا پالویووا · زدنکا ورمیروواسکا · ماری وترووسکا | مجارستان (HUN) · مارگیت چیلیک · مارگیت مالوچایی · ایلونا ماداری · گابریلا ماساروش · مارگیت نادی-ساندور · اولگا توروس · یودیت توت · استر وویت |
| انفرادی تمام اسباب                 | ترودی میر · آلمان | ارنا بورگر · آلمان | کته زونمان · آلمان |
| پرش از خرک                         | آنیتا بارویرت · آلمان | کته زونمان · آلمان | ارنا بورگر · آلمان |
| میله پارالل یا پارالل ناهم‌سطح†, †† | ترودی میر · آلمان | کته زونمان · آلمان | مارگیت نادی-ساندور · مجارستان |
| چوب موازنه                         | گابریلا ماساروش · مجارستان                                                                                                   | زدنکا ورمیروواسکا · چکسلواکی | ارنا بورگر · آلمان · کونستا کاروچیو-لنز · ایالات متحده آمریکا                                                                                |
| حرکات زمینی†, †††                  | n/a | n/a | n/a |

† Within the sport of artistic gymnastics, although men were recognized with individual medals at the time, the women weren’t. The individuals named within individual events are the individuals who garnered a top-three placement in the team competition on the respective apparatus (or all 3 combined, in the case of the all-around) and who would have been awarded a medal with the rules that commenced with the ژیمناستیک در بازی‌های المپیک تابستانی ۱۹۵۲ and that would change periodically at future Olympic Games with respect to the debut of: 1) the individual finals competitions at the ژیمناستیک در بازی‌های المپیک تابستانی ۱۹۷۲ and 2) the ژیمناستیک هنری rules that made their Olympic debut at the ژیمناستیک در بازی‌های المپیک تابستانی ۱۹۹۲.
†† At this Olympics, some women competed on the Uneven Bars while some others competed on Parallel Bars.
††† Women’s Floor Exercise was not an event that existed at the time.

## جدول مدال‌ها
| رتبه | کشور           | طلا | نقره | برنز | مجموع |
| ۱    | آلمان (GER)    | ۶   | ۱    | ۶    | ۱۳    |
| ۲    | سوئیس (SUI)    | ۱   | ۶    | ۲    | ۹     |
| ۳    | چکسلواکی (TCH) | ۱   | ۱    | ۰    | ۲     |
| ۴    | فنلاند (FIN)   | ۱   | ۰    | ۱    | ۲     |
| ۵    | یوگسلاوی (YUG) | ۰   | ۱    | ۰    | ۱     |
| ۶    | مجارستان (HUN) | ۰   | ۰    | ۱    | ۱     |